# Richard Harmon
Richard Scott Harmon és un actor canadenc conegut pel seu paper de John Murphy a The 100 de The CW. Harmon també és conegut pels seus papers com Jasper Ames a The Killing i Julian Randol a Continuum. Harmon va rebre elogis de la crítica pel seu paper a la pel·lícula If I Had Wings.

## Biografia
Richard Harmon va néixer a Mississauga, Ontario, Canadà. Els seus pares són el director Allan Harmon i la productora Cynde Harmon; la seva germana és l'actriu Jessica Harmon. Va debutar com a actor a la sèrie de televisió Jeremiah de 2002. Richard és un aficionat al futbol americà, especialment a l'equip de futbol irlandès Notre Dame Fighting. També és un fan del programa de televisió SpongeBob SquarePants i de Bob Dylan i The Rolling Stones. És partidari dels drets LGBT i es considera profeminista.

## Filmografia
| Any       | Títol                               | Paper            | Notes                                                             |
| 2003      | Jeremiah                            | Madison          | 1 episodi                                                         |
| 2005      | School of Life                      | Timmy            | Pel·lícula per a televisió                                        |
| 2005      | Painkiller Jane                     | Squeak           | Pel·lícula per a televisió                                        |
| 2006      | Da Vinci's City Hall                | Andrew           | 2 episodis                                                        |
| 2007      | To Be Fat Like Me                   | Kyle             | Pel·lícula per a televisió                                        |
| 2007      | Flash Gordon                        |                  | 1 episodi                                                         |
| 2007      | Aliens in America                   | Junior           | 1 episodi                                                         |
| 2007      | Trick 'r Treat                      | Nen vampir       |                                                                   |
| 2008      | Left Coast                          |                  | Pel·lícula per a televisió                                        |
| 2008      | The Ambassador                      | Andy             | Curt                                                              |
| 2009      | Smallville                          |                  | 1 episodi                                                         |
| 2009      | Wolf Canyon                         | Intern           | Pel·lícula per a televisió                                        |
| 2010      | The Cult                            | Lluc             | Pel·lícula per a televisió                                        |
| 2010      | Percy Jackson i el lladre del llamp |                  |                                                                   |
| 2010      | Caprica                             | Tad/Heracles     | 2 episodis                                                        |
| 2010      | Fringe                              | Adolescent       | 1 episodi                                                         |
| 2010      | Dear Mr. Gacy                       | Víctima          |                                                                   |
| 2010      | Triple Dog                          | Stephan          |                                                                   |
| 2010      | Shattered                           | Trevor Stanwood  |                                                                   |
| 2010      | Tower Prep                          | Ray              |                                                                   |
| 2011      | Time After Time                     | Ricky            |                                                                   |
| 2011      | Judes Kiss                          | Danny Reyes, Jr. |                                                                   |
| 2011      | Clue                                | Andrew           | 1 episodi                                                         |
| 2011      | RL Stine's The Haunting Hour        | Bobby/Caleb      | 2 episodis                                                        |
| 2011-2012 | The Killing                         | Jasper Ames      | 6 episodis                                                        |
| 2012      | Rufus                               | Clay             |                                                                   |
| 2012      | The Pregnancy Project               | Aaron            |                                                                   |
| 2012      | The Secret Circle                   | Ian              | 2 episodis                                                        |
| 2012      | Girl in Progress                    | Bad Boy          |                                                                   |
| 2012–2015 | Continuum                           | Julian Randol    | 23 episodis                                                       |
| 2012      | Greu Encounters 2                   | Alex Wright      |                                                                   |
| 2012      | The Wishing Tree                    | Andrew Breen     |                                                                   |
| 2013      | Cruel & Unusual                     | William          | Pel·lícula per a televisió                                        |
| 2013      | Bates Motel                         | Richard Sylmore  | 4 episodis                                                        |
| 2013      | Evangeline                          | Konnor           |                                                                   |
| 2013      | Rogue                               | Llegeix          |                                                                   |
| 2013      | Scarecrows                          | Tyler            |                                                                   |
| 2013      | If I Had Wings                      | Alex Taylor      | Pel·lícula per a DVD                                              |
| 2014-2020 | The 100                             | John Murphy      | Elenc recurrent (Temporades 1-2) Elenc principal (Temporades 3-7) |
| 2015      | The Hollow                          |                  |                                                                   |
| 2019      | Van Helsing                         | Max              | 4 episodis                                                        |